# Wolfgang Boenigk
Wolfgang Boenigk (* 1939) ist ein deutscher Geologe. Er war Professor am Geologischen Institut der Universität zu Köln (Abteilung Quartärgeologie). 
In seiner 30-jährigen Tätigkeit am Geologischen Institut der Universität Köln hat er die quartärgeologische Forschung geprägt und vorangetrieben. Anlässlich seines 60. Geburtstages wurde eine Festschrift herausgegeben, die das vielseitige Lebenswerk von Wolfgang Boenigk würdigt.

## Veröffentlichungen
Boenigk ist Autor zahlreicher Veröffentlichungen zum Thema Quartärgeologie.